# Стио
Стио (итал. Stio) — коммуна в Италии, располагается в регионе Кампания, в провинции Салерно.
Население составляет 1088 человек (2008 г.), плотность населения составляет 45 чел./км². Занимает площадь 24 км². Почтовый индекс — 84075. Телефонный код — 0974.
Покровителем населённого пункта считается святой San Pasquale Baylon.

## Демография
Динамика населения:

## Администрация коммуны
- Официальный сайт: http://www.comune.stio.sa.it/